# Обращение волнового фронта
Обращение волнового фронта (ОВФ) — явление формирования обращённого пучка волн (в частности, светового пучка, который в той или иной мере соответствует обращённой во времени картине распространения падающего (входного) пучка. Это явление относится к нелинейной оптике и, в частности, к лазерной физике, где оно получило наибольшее развитие и основные перспективы приложений .

Изображение искажается бутылкой при обычном отражении, а при обращении волнового фронта — не искажается

Обращённый волновой фронт формируется с помощью различных физических механизмов и схемных решений.
В зарубежной литературе это явление называют оптическим фазовым сопряжением.

## История открытия ОВФ
История открытия эффекта ОВФ неразрывно связана с историей исследований вынужденных рассеяний (ВР) света . Еще в 1965-1970 г. Бревер (США), Ранк (США), М. М.  Сущинский (CCCP) наблюдали уменьшение расходимости отраженного света при вынужденном рассеянии  Мандельштама-Бриллюэна  (ВРМБ), для ВР крыла линии Рэлея (ВРКЛР), а также, при вынужденном комбинационном рассеянии (ВКР), что свидетельствовало о наличии обращенной волны в среде. Однако вопрос о взаимном соответствии волновых фронтов падающего и вынужденного рассеянного света был поставлен в 1971 г. в Лаборатории квантовой радиофизики (ЛКР) ФИАН. Эксперименты, проведенные В.В. Рагульским, В.И. Поповичем, Ф.С. Файзулловым в ЛКР, привели к открытию в 1971 г. явления обращения волнового фронта при вынужденном рассеянии света, а также обеспечили возможность впервые получить пучок лазерного излучения с дифракционной (минимальной) расходимостью от лазера в оптически-неоднородной активной среде.
В 1972 г. была выпущена первая официальная публикация, содержащая предварительную теоретическую интерпретацию эффекта ОВФ. Одним из ее соавторов стал Б. Я. Зельдович; впоследствии он внес весомый вклад в создание теоретической базы, необходимой для понимания эффекта ОВФ. За это в 1997 г. Оптическое общество Америки наградило Б. Я. Зельдовича, работающего уже долгое время в США, медалью Макса Борна за «... основополагающие вклады в открытие и теоретическое понимание оптического фазового сопряжения». Однако из вышеизложенного ясно, что честь экспериментального открытия ОВФ принадлежит советским ученым В.В. Рагульскому, В.И. Поповичеву и Ф.С. Файзуллову, а Б. Я. Зельдовичу удалось интерпретировать открытое явление теоретически.
Обращение волнового фронта сопровождается инверсией орбитального момента импульса световой волны точно в противоположном направлении. Это следует из требования совпадения волновых фронтов падающей и обращенной волн. 
Другим интересным научным и историческим аспектом, непосредственно относящимся к проблеме ОВФ, является цикл исследований по четырехволновой динамической голографии. В этой связи будет уместно отметить, что П.А. Апанасевичем с соавторами было показано, что ОВФ проявляется при четырехфотонных (четырехволновых) взаимодействиях световых волн, две из которых (плоские) и направлены навстречу друг другу, третья является «сигнальной», четвертая — обращенной по волновому фронту .

## Описание
Электрическое поле монохроматической электромагнитной волны можно записать в виде:
{\displaystyle {\vec {E}}(t,{\vec {r}})={\frac {1}{2}}{\vec {E}}({\vec {r}})e^{i\omega t}+{\frac {1}{2}}{\vec {E}}^{*}({\vec {r}})e^{-i\omega t}={\frac {1}{2}}{\vec {e}}A({\vec {r}})e^{-i{\vec {k}}{\vec {r}}}e^{i\omega t}+...}
Тогда поле излучения, отраженного от ОВФ-зеркала, имеет вид
{\displaystyle {\vec {E}}_{c}(t,{\vec {r}})={\frac {1}{2}}r{\vec {e}}^{*}A^{*}({\vec {r}})e^{i{\vec {k}}{\vec {r}}}e^{i\omega t}+...}
где r – коэффициент отражения по амплитуде.
Из предыдущего выражения следует, что сопряженная волна {\displaystyle {\vec {E}}_{c}(t,{\vec {r}})} в идеальном случае обладает следующими свойствами:
а) Волновой вектор излучения плоской волны меняет свой знак: {\displaystyle {\vec {k}}\rightarrow -{\vec {k}}}. В приближении геометрической оптики каждый луч света меняет свое направление на противоположное. В квантовой картине это соответствует повороту импульса одиночного фотона в противоположном направлении:  
{\displaystyle \hbar {\vec {k}}\rightarrow -\hbar {\vec {k}}}. 

б) Момент импульса световой волны меняет свое направление на противоположное  . В квантовой картине это соответствует повороту  момента импульса одиночного фотона в противоположном направлении:  
{\displaystyle {L}_{\text{отр}}=-\hbar \ell \rightarrow -{L}_{\text{пад}}=\hbar \ell }
Это имеет место как для одиночного оптического вихря с моментом импульса {\displaystyle \hbar \ell }, где {\displaystyle \ell } - орбитальное квантовое число , так и в спекл-поле, представляющем собой хаотический набор оптических вихрей (фазовых сингулярностей).

в) Единичный вектор поляризации {\displaystyle {\vec {e}}} преобразуется в {\displaystyle {\vec {e}}^{*}}. Например, если свет имеет круговую поляризацию, при которой {\displaystyle {\vec {e}}_{\pm }=({\vec {e}}_{x}\pm i{\vec {e}}_{y}/{\sqrt {2}})}, правая поляризация остается правой, и наоборот. Обычное зеркало изменяет направление круговой поляризации на противоположное.
Возникновение обращенной волны  с математической точки зрения эквивалентно изменению направления времени {\displaystyle t\rightarrow -t}: 
{\displaystyle {\vec {E}}_{c}(t,{\vec {r}})=r{\vec {E}}_{c}(-t,{\vec {r}})}
Существует множество методов ОВФ:
- четырёхволновое смешение в кубически-нелинейной среде;
- обращение волнового фронта при вынужденном рассеянии света назад;
- трёхволновое ОВФ в квадратично-нелинейной среде;
- обращение волнового фронта нелинейно отражающей поверхностью;
- обращение волнового фронта при однородной в пространстве модуляции свойств среды на удвоенной частоте;
- обращение волнового фронта с помощью фотонного эха;
- гибридная схема обращения волнового фронта.

В статье будут рассмотрены методы, получившие наибольшее распространение.

## ОВФ при вырожденном трехволновом взаимодействии в квадратично-нелинейной среде
При генерации разностной частоты (ГРЧ) в квадратично-нелинейной среде в вырожденном по частоте режиме ({\displaystyle 2\omega -\omega =\omega }) может генерироваться обращенная волна. Мы не будем останавливаться на подробном теоретическом описании данного процесса, а рассмотрим лишь одну из схем, соответствующую векторному синхронизму при ГРЧ, для реализации ОВФ.
Волна сигнала, имеющая аберрации волнового фронта, прежде чем вступить во взаимодействие с  плоской волной накачки, проходит через нелинейный кристалл. Зеркало в этой схеме полностью отражает волну частоты {\displaystyle \omega }, {\displaystyle R(\omega )=1}, и полностью пропускает волну накачки, то есть {\displaystyle R(2\omega )=0}.
Сигнальная волна, «сфотографировав» на прямом проходе фазовые неоднородности кристалла, отражается от зеркала и на обратном проходе, взаимодействуя с накачкой {\displaystyle 2\omega } c волновым вектором {\displaystyle {\vec {k}}_{3}}, рождает обращенную волну частоты {\displaystyle \omega } c {\displaystyle {\vec {k}}_{2}}, распространяющуюся точно в обратном направлении по отношению к падающей сигнальной волне. Проходя в этом обратном направлении и будучи полностью обращенной, разностная волна на выходе нелинейного кристалла будет иметь волновой фронт, совпадающий по форме с волновым фронтом падающей сигнальной волны.

## ОВФ при вырожденном четырехволновом взаимодействии в кубически-нелинейной среде
ОВФ можно получить при четырехволновом смешении (ЧВС) в кубически-нелинейных средах.
Сигнальная волна {\displaystyle A_{3}}, распространяющаяся вдоль оси {\displaystyle z}, интерферирует с волной накачки {\displaystyle A_{1}}, порождая интерференционное распределение интенсивности в кубически нелинейной среде. Обе волны можно считать плоскими: {\displaystyle A_{3}({\vec {r}})=ae^{-ikz},A_{1}({\vec {r}})=ae^{-ik(\sin(\alpha x)+\cos(\alpha z))}}.
Тогда распределение интенсивности в среде будет иметь вид:
{\displaystyle I({\vec {r}})\propto \left|A_{1}+A_{3}\right|^{2}=4a^{2}\cos ^{2}\left[{\frac {k}{2}}\sin \alpha x-{\frac {k}{2}}(1-\cos \alpha )z\right],}
Максимумы интенсивности будут располагаться вдоль плоскостей, которые будут составлять с осью {\displaystyle z} угол {\displaystyle \beta }, такой, что:
{\displaystyle \tan(\beta )={\frac {1-\cos \alpha }{sin\alpha }}=tan\left({\frac {\alpha }{2}}\right).}
В результате показатель преломления в кубически нелинейной среде также будет изменятся в зависимости от значения интенсивности в каждой точке среды – возникнет динамическая объемная нелинейная фазовая голограмма. Одновременно считывающая волна {\displaystyle A_{2}} (вторая волна накачки), распространяясь навстречу волне {\displaystyle A_{1}}, рассеивается на этой голограмме, и появляется волна {\displaystyle A_{4}}, которая является обращенной относительно сигнальной волны.
Взаимодействие называется вырожденным в том смысле, что все четыре волны имеют одинаковую частоту. При этом если волны накачки {\displaystyle A_{1}} и {\displaystyle A_{2}} распространяются строго в противоположных направлениях, в данном процессе условие фазового синхронизма выполняется автоматически: {\displaystyle {\vec {k}}_{1}+{\vec {k}}_{2}+{\vec {k}}_{3}+{\vec {k}}_{4}=0}. В общем случае, необязательно, чтобы волны накачки были плоскими – достаточно, чтобы они были обращенными относительно друг друга.

## ОВФ при вынужденном рассеянии  Мандельштама-Бриллюэна  (ВРМБ)
Эффект генерации обращенной волны может проявляться при различных видах вынужденного рассеяния, но практическое значение имеет только ВР  Мандельштама-Бриллюэна.
ОВФ при вынужденном рассеянии Мандельштама — Бриллюэна (ОВФ — ВРМБ) реализуется следующим образом. В ВРМБ-активную среду направляют мощный пучок лазерной накачки {\displaystyle E_{L}} который предварительно пропускают через искажающий элемент. Назначение этого элемента состоит в том, чтобы создать сильно неоднородное распределение интенсивности в активной среде. Вследствие этого, в направлении навстречу волне накачки из спонтанных шумов развивается стоксова волна, экспоненциально усиливаясь за счет процесса ВРМБ по мере распространения ко входному окну кюветы со средой. Из-за чрезвычайно большого времени установления процесс ВРМБ в направлении, попутном с накачкой, не успевает развиться. Оказывается, что без использования каких-либо специально приготовленных опорных волн усиленная стоксова волна {\displaystyle E_{S}} приобретает поперечную структуру, с большой точностью обращенную к структуре волны накачки. В этой связи иногда ОВФ — ВРМБ называют явлением самообращения волнового фронта.
В основе физического механизма ОВФ — ВРМБ лежат следующие два свойства процесса ВР: огромное полное усиление стоксовой волны (коэффициент усиления порядка {\displaystyle e^{30}}) и сильная пространственная неоднородность локального усиления, обусловленная наличием неоднородностей интенсивности накачки (множественными локальными максимумами и минимумами интенсивности). Как было сказано ранее, от спонтанных шумов возбуждаются конфигурации рассеянных волн с самой разнообразной поперечной структурой поля. Однако наибольшее усиление испытывает такая  волна {\displaystyle E_{S}({\vec {r}})}, локальные максимумы (спеклы) которой всюду в пространстве совпадают с максимумами волны накачки {\displaystyle E_{L}({\vec {r}})}. Очевидно, что этому условию соответствует обращенная волна {\displaystyle E_{S}({\vec {r}},z)\sim E_{L}^{*}({\vec {r}},z)e^{-ikz}}, поскольку только в этом случае может сохраниться согласованность неоднородностей интенсивности двух волн при их встречном распространении во всем объеме среды. В результате именно обращенная к накачке стоксова волна обладает преимущественным усилением, и в условиях огромного полного усиления именно она представлена в рассеянном средой излучении с подавляющим весом. Остальные волны дискриминируются за счет меньшего усиления. Таким образом, в основе физического механизма ОВФ — ВРМБ лежит дискриминация усиления необращающих конфигураций рассеянной назад волны в поле неоднородной накачки.
На практике, как правило, применяются две схемы отражающих ВРМБ-зеркал: схема со светопроводом в ВРМБ-среде (по такой схеме работало ВРМБ-зеркало в пионерской работе в Лаборатории квантовой радиофизики – 1971 г.) и схема с фокусировкой излучения в объем рассеивающей среды.

## Сравнение основных методов получения обращенной волны
На сегодняшний день подавляющее большинство исследований посвящено двум основным методам: ОВФ — ВРМБ и ОВФ — ЧВС. Каждый из них обладает своими достоинствами и недостатками.
Большим достоинством ОВФ — ВРМБ является тот факт, что в нем реализуется самообращение волнового фронта, что обеспечивает достаточно высокое качество обращения. Также ОВФ — ВРМБ не требует введения волн накачки. К недостаткам ОВФ — ВРМБ следует отнести пороговый характер процесса ВРМБ, вследствие чего требуется достаточно высокая мощность обращаемой волны.
В методе ЧВС требование достаточно высокой мощности переносится на опорную волну, а обращаемая волна может быть гораздо слабее. Большим достоинством такого метода является возможность обращения сигнала с коэффициентом отражения больше единицы, то есть с усилением. К тому же метод предоставляет более широкие возможности селекции сигнала, управления обращенной волной. Главный недостаток такого метода состоит в жестких требованиях к оптическому качеству нелинейной среды и к пространственной структуре опорной волны.

## Приложения ОВФ
На сегодняшний день ОВФ нашло множество приложений в различных областях лазерной физики. Ниже перечислены только некоторые из них.
1. Увеличение направленности лазерных пучков на выходе двухпроходных усилителей вследствие самокомпенсации искажений рабочей среды при прохождении через нее обращенной волны; создание многопроходных резонаторов с ОВФ
2. Компенсация искажений изображений в волоконных световодах, возникающих из-за различия фазовых скоростей разных поперечных мод световода.
3. Уменьшение расходимости лазерных пучков при их распространении в атмосфере: компенсация флуктуаций фазы, вызванных неоднородностями атмосферы, с помощью систем с ОВФ.
Самонаведение на мишень.
В рамках применения ОВФ рассмотрим также схему фокусировки лазерного излучения на мишень в задаче лазерного термоядерного синтеза с устройством ОВФ. Этот способ был предложен на ранних стадиях развития схем с ОВФ.
Импульс вспомогательного лазера умеренной мощности освещает мишень. Часть отраженного мишенью излучения попадает в апертуру силового лазера, проходит усилитель и попадает на устройство ОВФ. Обращенная волна повторно усиливается, снимая запасенную энергию, причем на обратном проходе автоматически компенсируются искажения, связанные как с неоднородностями усилителя, так и с несовершенствами изготовления и юстировки фокусирующей системы. В результате излучение доставляется точно на мишень так, как будто ни в усилителе, ни в фокусирующей системе не существует никаких погрешностей. 
Отметим, что идея такого самонаведения лазера на мишень выглядела достаточно привлекательно, однако, на практике такой способ не нашел применения, поскольку лазерное излучение, отраженное от мишени, было слишком слабым.